# فرضيات اللويحات
تشرح فرضيات اللويحات السنية دور بكتيريا اللويحات في تسوس الأسنان والتهاب دواعم السن. تعتمد بشكل أساسي على فرضيات كوخ (التي وضعت في عام 1884)، وعلى أعمال العالم لويس باستور (1822-1895). غيرت التصورات الجديدة من نماذج العلاج. سعت الفرضيات إلى إثبات وجود علاقة بين حدة العوامل الممرضة، والعوامل البيئية، والبنية الحيوية للويحة السنية، واستجابة المضيف.

## فرضية اللويحات النوعية
كانت الفرضية النوعية هي الأكثر اعتمادًا في أواخر القرن التاسع عشر بالتزامن مع نشوء علم الأحياء الدقيقة. افترضت هذه النظرية وجود أنواع جرثومية محددة في المكان الحيوي لظهور المرض واعتبرته المسبب الرئيسي للمرض. اعتبر غياب هذا النوع من الجراثيم شرطًًا لتحقيق الصحة الفموية. تنص الفرضية غير النوعية على أن شدة المرض تعتمد على مقدار تراكم اللويحات. تعتمد معظم استراتيجيات علاج اللثة على هذا المفهوم على الرغم من قدمه. قد يظهر المرض في حال غياب الجراثيم النوعية، أدت هذه الاستنتاجات إلى ظهور النظرية غير النوعية لتشكل اللويحات السنية. أجريت المزيد من الأبحاث حول العوامل الممرضة ودورها بظهور المرض في التسعينيات.

### التسوس
يؤدي وجود أنواع محددة من العوامل الممرضة إلى ظهور تسوس الأسنان بحسب فرضية اللويحات النوعية. لوحظ وجود تسوس الأسنان بدرجات أقل في حال غياب الجراثيم النوعية، ما أدى إلى رفض هذه النظرية. على الرغم من ذلك استخدمت هذه الفرضية في التشخيص والعلاج، وربطت التسوس بالبكتيريا المسببة له مثل العقديات الطافرة وأنواع العصيات اللبنية

### التهاب دواعم السن
قدم لوشي فرضية اللويحة النوعية بعد العديد من الملاحظات، لم تصاب القوارض الموضوعة على نظام غذائي غني بمسببات التسوس إلا بعد إدخال بكتيريا معينة مثل العقديات. تلعب بعض أنواع الكائنات الحية الدقيقة دورًا مهمًا في كل من تسوس الأسنان وأمراض اللثة.

## فرضية اللويحات غير النوعية

### التسوس
طورت فرضية اللويحة غير النوعية خلال ثلاثينيات القرن الماضي، وتفيد بأن تسوس الأسنان هو نتيجة للجهود المشتركة لجميع الكائنات الحية في المناطق الحيوية في الفم، لوحظ أيضًا أن بعض المرضى هم أكثر عرضة للإصابة بالتسوس من غيرهم. لم يدرس الفرق بين الأنواع الجرثومية لتحديد مدى دورها في حدوث التسوس. اعتبرت سماكة اللويحة في الموقع المصاب بغض النظر عن مكوناتها مؤشرًا لتحديد شدة التأثر. قد تكون هذه القاعدة صحيحة إلى حد ما فيما يتعلق بالتهاب دواعم السن، ولكنها عاجزة عن إثبات وجود التسوس. لم تحدد التفسيرات المبكرة لمرض تسوس الأسنان نوع البكتيريا المسؤولة بسبب التطور التكنولوجي المحدود في القرن التاسع عشر، ما أدى إلى نشوء فرضية اللويحة غير النوعية. حدثت بعض التطورات خلال فترة الثمانينيات، وحددت بعض الأنواع الجرثومية المساهمة في حدوث التسوس، ولكن اعتبرت الاختلافات في ضراوة البكتيريا جزءًا من النظرية القائلة بأن النبيت الجرثومي المجهري قد يؤدي إلى مرض تسوس الأسنان.
وضعت فرضية اللويحة غير النوعية في القرن التاسع عشر، وتعزي سبب أمراض الفم إلى تراكم جميع أنواع اللويحات السنية بغض النظر عن ضراوة الجراثيم المسببة المعنية. مكنت التطورات التكنولوجية في القرن العشرين العلماء من تحليل التغيرات الكيميائية في البنية الحيوية للويحة وقارنتها في البيئات الصحية والبيئات المريضة.

## التهاب دواعم السن
وضعت فرضية اللويحات غير النوعية في الثلاثينيات. لم تتمكن الدراسات التي أجريت من تحديد كائن حي معين مسؤول عن الإصابة بأمراض اللثة، وبالتالي لم تكن قادرة على دعم فرضية اللويحات النوعية. تنص النظرية الجديدة على دور مختلف أنواع النبيت الجرثومي بالأذية اللثوية. تضمن علاج اللثة في ذلك الوقت السيطرة على اللويحات وليس استهداف بكتيريا معينة. تؤدي السيطرة على اللويحات إلى تقليل إنتاج العوامل المخرشة للثة وبالتالي تقليل الالتهاب والأذية اللثوية.